# Arlington (Massachusetts)
Arlington és una població dels Estats Units a l'estat de Massachusetts. Segons el cens del 2007 tenia 41.144 habitants.

## Demografia
Segons el cens del 2000, Arlington tenia 42.389 habitants, 19.011 habitatges, i 10.779 famílies. La densitat de població era de 3.159,6 habitants per km².
Dels 19.011 habitatges en un 23,1% hi vivien nens de menys de 18 anys, en un 45,4% hi vivien parelles casades, en un 8,8% dones solteres, i en un 43,3% no eren unitats familiars. En el 34,2% dels habitatges hi vivien persones soles el 12,5% de les quals corresponia a persones de 65 anys o més que vivien soles. El nombre mitjà de persones vivint en cada habitatge era de 2,22 i el nombre mitjà de persones que vivien en cada família era de 2,91.
Per edats la població es repartia de la següent manera: un 18,4% tenia menys de 18 anys, un 5,1% entre 18 i 24, un 36% entre 25 i 44, un 23,7% de 45 a 60 i un 16,8% 65 anys o més.
L'edat mediana era de 40 anys. Per cada 100 dones de 18 o més anys hi havia 83,1 homes.
La renda mediana per habitatge era de 64.344 $ i la renda mediana per família de 78.741$. Els homes tenien una renda mediana de 52.352 $ mentre que les dones 40.445$. La renda per capita de la població era de 34.399$. Entorn del 2,4% de les famílies i el 4,1% de la població estaven per davall del llindar de pobresa.